# Bảo tàng quốc gia Hàn Quốc
Bảo tàng quốc gia Hàn Quốc là bảo tàng nổi bật và quan trọng bậc nhất tại Hàn Quốc về lịch sử và văn hóa bán đảo Triều Tiên và là cơ quan văn hóa đại diện cho Hàn Quốc. Kể từ khi được thành lập năm 1945, bảo tàng này đã tham gia nhiều hoạt động học tập nghiên cứu về các lĩnh vực khảo cổ, lịch sử, nghệ thuật và liên tục thực hiện nhiều chương trình triển lãm và giáo dục.
Bảo tàng được chuyển đến Quận Yongsan ở Seoul vào năm 2005. Ngày 24 tháng 6 năm 2021, Bảo tàng Quốc gia Hàn Quốc đã mở một chi nhánh mới bên trong Sân bay Quốc tế Incheon. Nằm trong khu vực lên máy bay của sân bay trước Cổng số 22, chi nhánh được khai trương nhân kỷ niệm 20 năm thành lập bảo tàng.

## Lịch sử

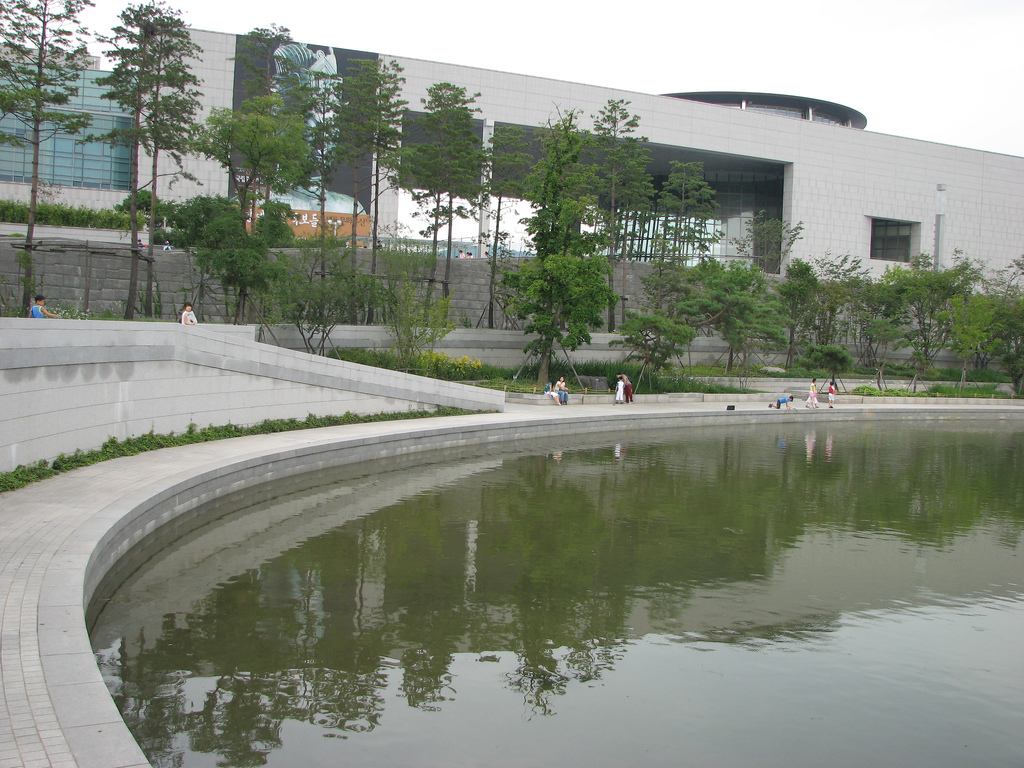
Bên ngoài Bảo tàng

Vua Sunjong (융희제) thành lập bảo tàng đầu tiên ở bán đảo Triều Tiên (Bảo tàng gia đình hoàng gia) vào năm 1909. Các bộ sưu tập của Bảo tàng gia đình Hoàng gia tại Xương Khánh cung (창경궁 Changgyeonggung) và Bảo tàng tổng hợp chính phủ Nhật Bản trong thời Nhật thống trị bán đảo Triều Tiên về sau trở thành hạt nhân của bảo tàng quốc gia Hàn Quốc khi Hàn Quốc giành được độc lập năm 1945.
Trong thời nội chiến hai miền, 20.000 hiện vật của bảo tàng được di chuyển an toàn đến Busan để tránh bị phá hủy. Khi bảo tàng được đưa trở lại Seoul sau chiến tranh, chúng được lưu giữ ở cả cung Cảnh Phúc (경복궁 Gyeongbokgung) và cung Đức Thọ (덕수궁 Deoksugung). Năm 1972, bảo tàng lại một lần nữa di chuyển đến một tòa nhà mới xây trong khuôn viên cung Cảnh Phúc (경복궁Gyeongbokgung). Lần di chuyển tiếp theo là năm 1986, đến Jungangcheong – tòa nhà tổng hợp của chính quyền bảo hộ Nhật Bản trước đây, đến năm 1995 khi tòa nhà này bị phá bỏ. Tháng 12 năm 1996, bảo tàng được mở cửa cho công chúng tại một nơi tạm thời – Sảnh giáo dục xã hội được cải tạo lại.
Đến 28 tháng 10 năm 2005, bảo tàng được chính thức mở cửa lại tại một tòa nhà mới xây ở công viên gia đình Yongsan. Vị trí mới này vốn là một sân golf của Yongsan Garrison용산기지 – sở chỉ huy của quân đội Mỹ đồn trú tại Hàn Quốc. Quân đội Mỹ đã trả một phần đất cho chính phủ Hàn Quốc vào năm 1992 và nơi ấy trở thành công viên Gia đình Yongsan. Ý tưởng đưa bảo tàng vào công viên Gia đình Yongsan đã có từ năm 1993 nhưng bị trì hoãn liên tục do còn vướng bãi đáp trực thăng mà mãi đến 2005 mới thỏa thuận di dời xong.
Bảo tàng lưu giữ 310.000 hiện vật trong đó mỗi lần trưng bày 15.000 hiện vật. Các hiện vật được trưng bày theo 6 phòng triển lãm là Tiền sử và cổ đại, Trung đại và cận đại, Phòng hiện vật được quyên tặng, Thư pháp và hội họa, Nghệ thuật châu Á, Điêu khắc và thủ công mỹ nghệ.
Bảo tàng quốc gia Hàn Quốc là bảo tàng lớn thứ 6 trên thế giới xét về diện tích mặt sàn với 295,551 m2 (3.180 foot vuông). Để bảo vệ các hiện vật trong bảo tàng, tòa nhà chính được xây dựng để chịu được động đất 6.0 Richter. Các  quầy chứ hiện vật trưng bày cũng được trang bị sản hấp thụ chấn động. Ngoài ra còn có hệ thống chiếu sáng tự nhiên sử dụng ánh sáng mặt trời thay vì ánh sáng nhân tạo và một hệ thống điều hòa không khí được thiết kế đặc biệt. Bảo tàng được xây dựng bằng các vật liệu chịu lửa và có các sảnh trưng bày, cơ sở hạ tầng giáo dục, bảo tàng trẻ em, các khu vực triển lãm ngoài trời rộng rãi, nhà hàng, quán giải khát và cửa hàng mua sắm.

## Bố trí

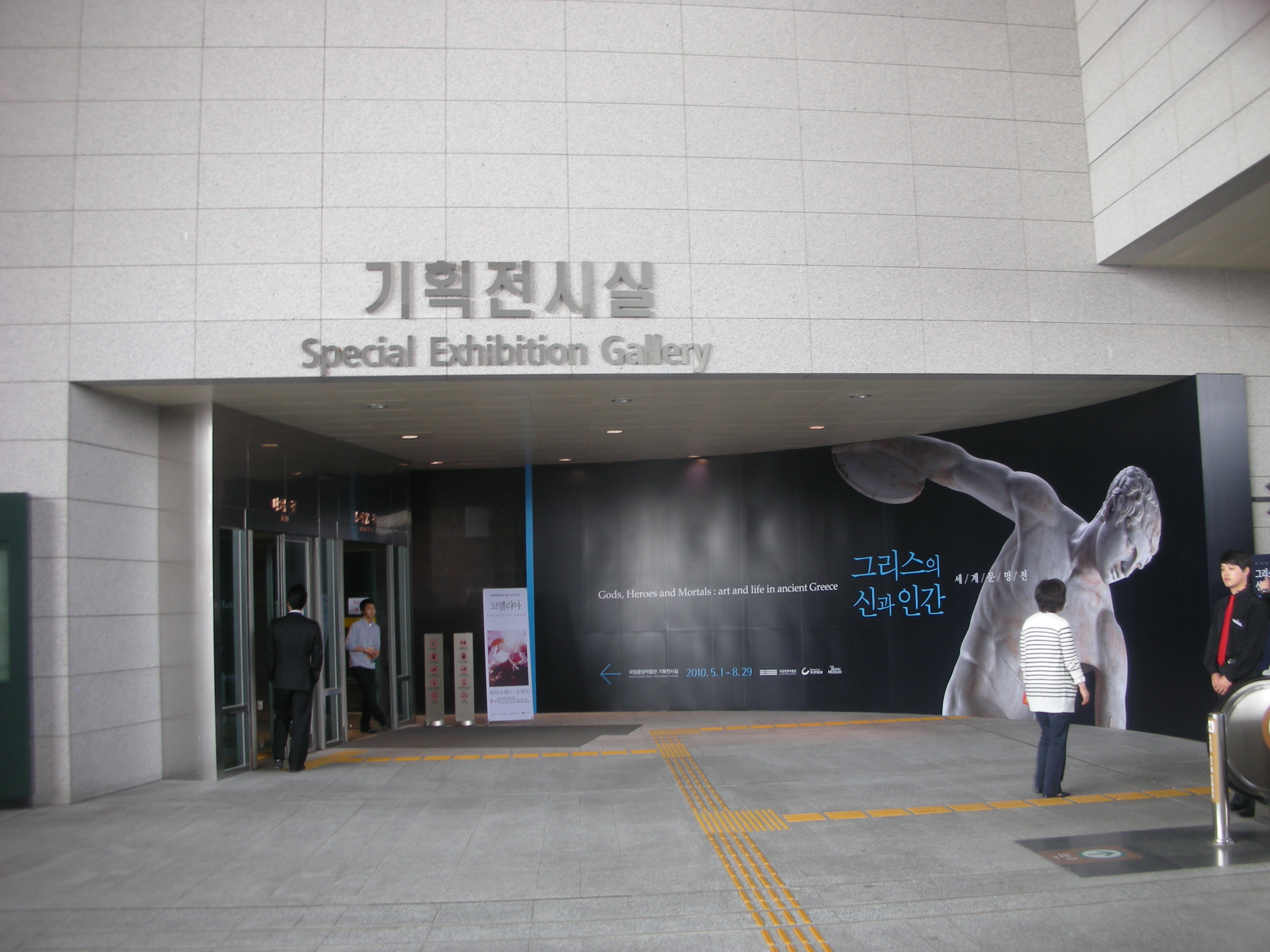
Phòng triển lãm đặc biệt

Bảo tàng được chia thành 3 tầng có ý nghĩa tượng trưng, phía trái của bảo tàng đại diện cho quá khứ, sang phía phải là đại diện cho hiện tại và tương lai. Tầng trệt có công viên, vườn cây bản địa, thác nước, bể nước và một bộ sưu tập chùa chiền, bảo tháp, lồng đèn, văn bia (bao gồm bảo vật quốc gia số 2 của Hàn Quốc, chiếc chuông lớn Bosingak là mẫu mực của chuông Triều Tiên trong thời kỳ Joseon)

### Tầng 1
Phòng trưng bày tiền sử và cổ đại, có chứa khoảng 4.500 tạo tác từ thời đồ đá cũ Paleolithic đến thời Tân La Silla thống nhất, được khai quật tại các khu vực ở bán đào Triều Tiên. Chín căn phòng ở đây bao gồm Phòng đồ đá cũ, Phòng thời kỳ đồ gốm Trất Văn, Phòng thời đồ đồng và Gojoseon (Triều Tiên cổ), Phòng thời đại tiền Tam Quốc Triều Tiên, Phòng Cao Câu Ly Goguryeo, Phòng Bách Tế Baekje, Phòng Già Da Gaya và phòng Tân La Silla. Các hiện vật bao gồm từ các rìu đá đến các vật trang sức hoàng gia xa hoa.
Các tạo tác từ những khu vực tiền sử và quân cư quan trọng như Bangudae Petroglyphs 반구대 암각화 và Songgung-ni 송국리 유적 được trưng bày ở phòng thời đồ gốm Trất Văn và đồ đồng.
Ở tầng 1 còn có phòng trưng bày Trung cổ và cận hiện đại, trưng bày các di sản văn hóa và lịch sử thời Tân La thống nhất Silla, Balhae, Goryeo, và Joseon (gồm 8 phòng).

### Tầng 2
Phòng trưng bày các bộ sưu tập được quyên tặng và phòng trưng bày Thư pháp và hội họa.
Phòng thư pháp và hội họa có 890 hiện vật thể hiện nghệ thuật truyền thống và tôn giáo của Triểu Tiên. Phòng trưng bày Thư pháp và hội họa được chia thành 4 phòng: Hội họa, thư pháp, hội họa Phật giáo, và Sarangbang (사랑방).
Phòng trưng bày quyên tặng có 800 hiện vật nghệ thuật được các nhà sưu tập tư nhân tặng; được chia thành 11 phòng: Phòng sưu tập của Lee Hong-kun, Kim Chong-hak, Yu Kang-yul, Park Young-sook, Choi Young-do, Park Byong-rae, Yoo Chang-jong, Kaneko Kazushige, Hachiuma Tadasu, Iuchi Isao và Phòng sưu tập khác.

### Tầng 3
Phòng trưng bày đồ điêu khắc và thủ công, với 630 hiện vật đại diện cho điêu khắc và thủ công Phật giáo Triều Tiên, nổi bật là các đồ gốm Goryeo và món quốc bảo số 83 Bangasayusang (Phật Di Lặc). 5 căn phòng ở đây gồm Phòng nghệ thuật kim khí, Phòng gốm, Phòng đồ Buncheong 분청사기, Phòng đồ sứ và phòng điêu khắc Phật giáo.
Ở tầng 3 còn có phòng trưng bày nghệ thuật châu Á, gồm 970 hiện vật thể hiện những sự tương đồng và đa dạng của nghệ thuật châu Á cũng như sự tương tác giữa nghệ thuật Á Âu thông qua con đường tơ lụa. 5 phòng ở đây bao gồm Phòng nghệ thuật Ấn Độ và Đông Nam Á, Phòng nghệ thuật Trung Á, Phòng nghệ thuật Trung Quốc, Phòng di tích Sinan 신안군, và phòng nghệ thuật Nhật Bản.

### Vương miện vàng, Bảo vật quốc gia Hàn Quốc số 191

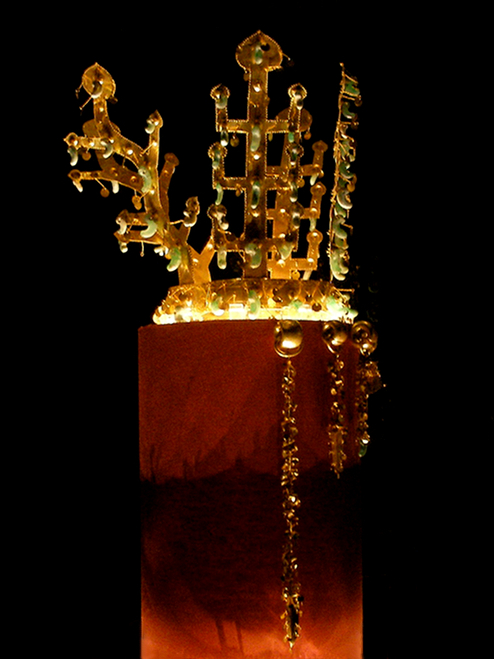
Vương miện vàng Silla

### Pensive Bodhisattva (Tượng Di Lặc thiền định bằng đồng mạ vàng ) (Bảo vật Quốc gia số 83)

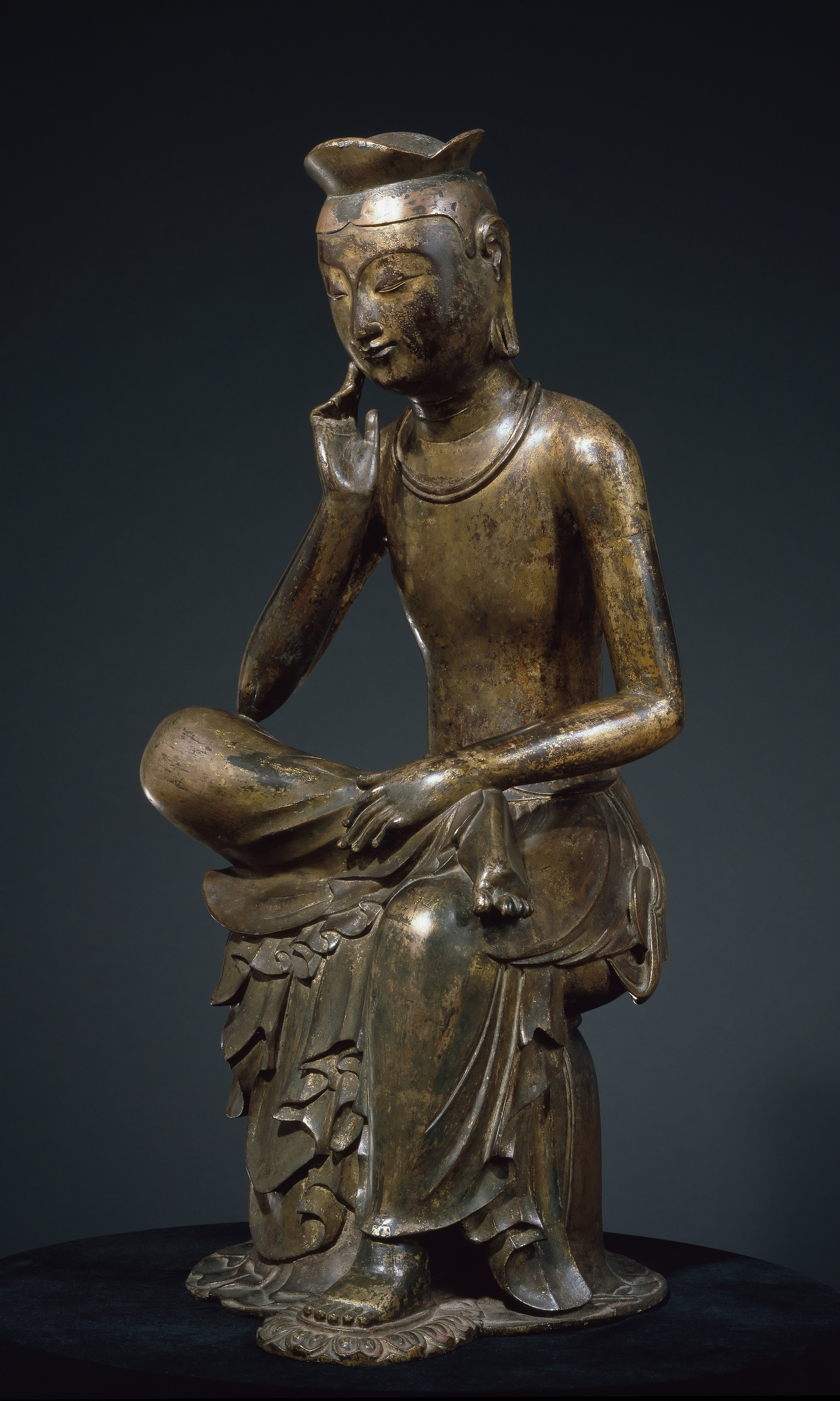
Pensive Bodhisattva

### Lư hương, men ngọc mở, Bảo vật quốc gia Hàn Quốc số 95

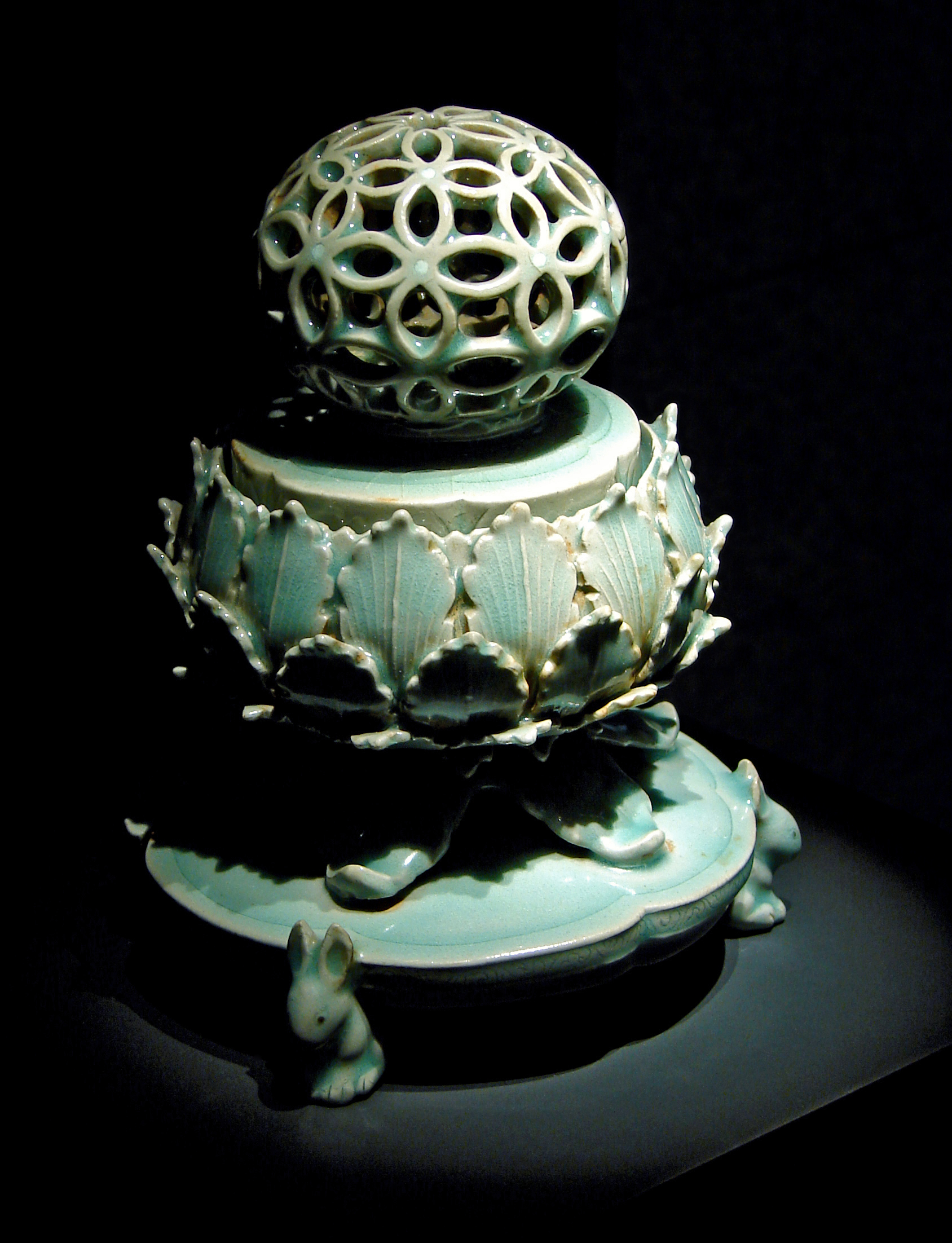
Lư hương men ngọc mở

### Chùa Mười Tầng từ chùa Gyeongcheonsa, Bảo vật Quốc gia Hàn Quốc số 86

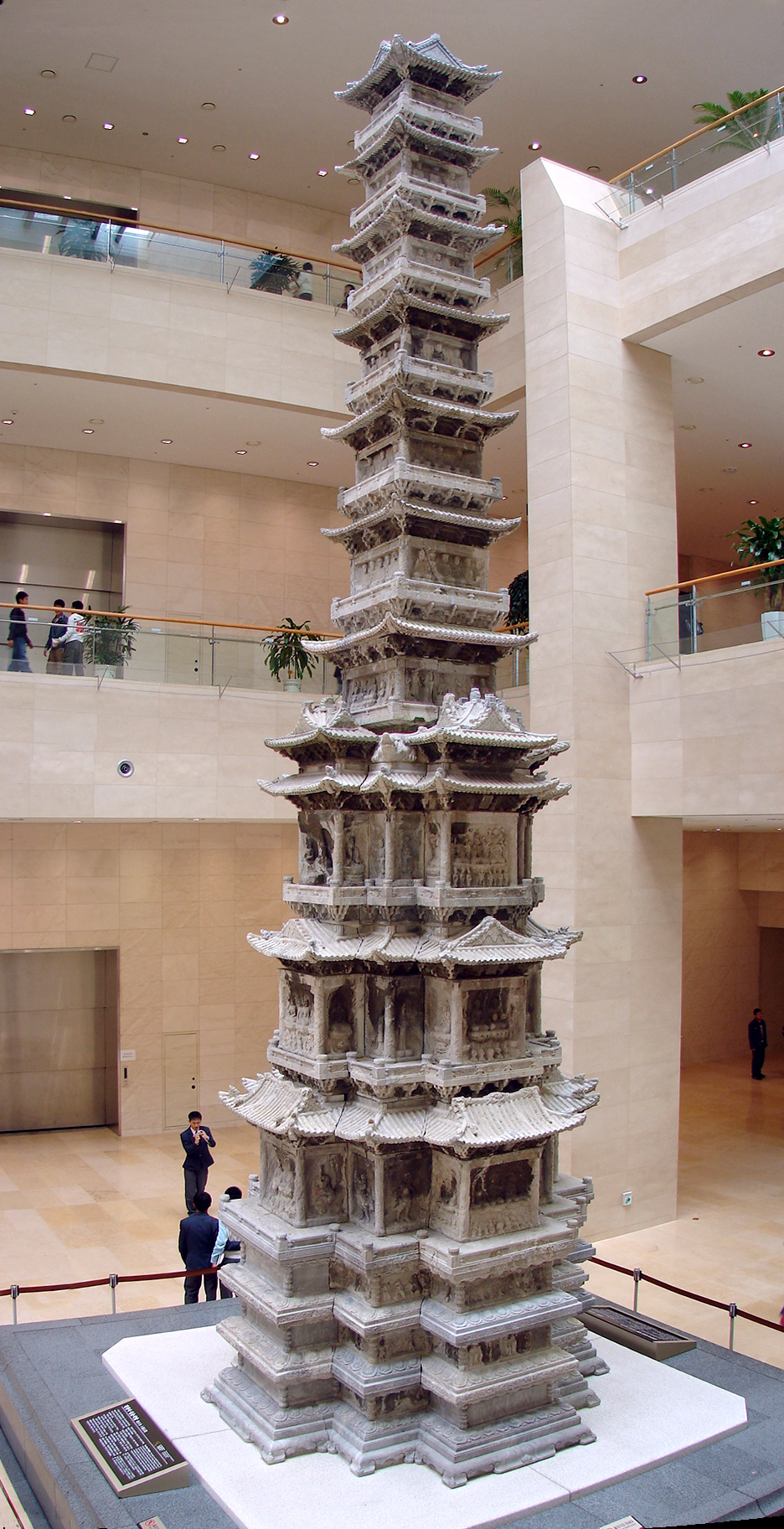
Chùa tháp mười tầng

### Album Thể loại Tranh của Danwon, Bảo vật Quốc gia Hàn Quốc số 527

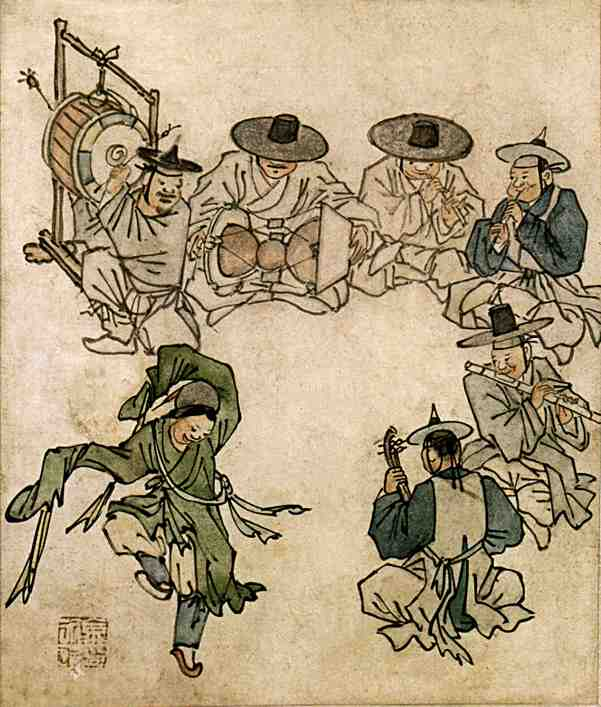
Dancing Boy của Danwon.